# Goriano Sicoli
Goriano Sicoli är en ort och kommun i provinsen L'Aquila i regionen Abruzzo i Italien. Kommunen hade 523 invånare (2018).